# Ipomoea sidamensis
Ipomoea sidamensis är en vindeväxtart som beskrevs av M. Thulin. Ipomoea sidamensis ingår i släktet praktvindor, och familjen vindeväxter. Inga underarter finns listade i Catalogue of Life.